# Triguères
Triguères är en kommun i departementet Loiret i regionen Centre-Val de Loire strax norr Frankrikes mitt. Kommunen ligger i kantonen Château-Renard som tillhör arrondissementet Montargis. År 2022 hade Triguères 1 267 invånare.

## Befolkningsutveckling
Antalet invånare i kommunen Triguères
| Referens: INSEE |